# Devon rex
Vous lisez un « bon article » labellisé en 2016.
Le devon rex est une race de chats originaire du Royaume-Uni. Dans les années 1960, un chaton à la fourrure bouclée est recueilli près de Buckfastleigh dans le Devon par Beryl Cox. Elle revend ce chat, appelé Kirlee, aux éleveurs du Cornish Rex, race à poil bouclé alors récemment créée. Des croisements tests montrent rapidement que la mutation responsable du poil frisé des deux races n'est pas la même. Un programme d'élevage spécifique est mis en place pour créer le devon rex à partir de Kirlee et la race est reconnue par les différentes fédérations entre la fin des années 1960 et les années 1970.
Le devon rex est caractérisé par une tête de forme conique, marquée par des pommettes hautes, un museau court et de larges oreilles. Les yeux sont grands et de forme ovale. Le corps est plutôt compact, d'allure gracieuse, la poitrine bien large donnant l'impression que les pattes sont arquées. La robe est courte et frisée. Elle forme des vagues, notamment sur le dos. Toutes les couleurs de robe sont autorisées, hormis l'ambre.
La race est d'entretien facile et son caractère est généralement décrit comme actif et joueur. La forte consanguinité due au programme d'élevage d'origine, basé sur un seul chat, a entraîné des maladies héréditaires, notamment la myasthénie. Le travail des éleveurs a cependant permis d'accroitre la diversité génétique de la race.

## Historique
Dans les années 1960, un chat haret possédant une fourrure bouclée est repéré dans une mine d'étain abandonnée près de Buckfastleigh dans le Devon. Malgré de nombreuses tentatives, sa capture se révèle impossible. En 1960, il se reproduit avec une chatte haret écaille-de-tortue et blanc et une portée de plusieurs chatons, dont un jeune mâle à la fourrure bouclée comme celle de son père. La naissance a lieu dans un champ derrière le jardin de Beryl Cox, travailleuse à la RSPCA. Elle décide d'adopter le chaton à poil bouclé et elle l'appelle Kirlee,. Selon une autre version de l'histoire, Beryl Cox aurait réussi à adopter le père de Kirlee et l'aurait fait accoupler avec l'une de ses chattes, qui aurait donné naissance à Kirlee.
Depuis une dizaine d'années, il existe déjà une race de chats à poils frisés dénommée cornish rex. Beryl Cox, ayant vu dans un article du Daily Mirror des photographies de Kallibunker, le premier cornish rex, prend contact avec les éleveurs de cette race et leur vend Kirlee pour 25 £, dans le but d'améliorer leurs chats. Or, tous les chatons nés de Kirlee et de cornish rex ont les poils raides. On comprend ainsi que le gène responsable de cette fourrure n'est pas le même chez les cornish rex et chez Kirlee. Les croisements tests montrent que la mutation du devon rex, de type récessif, est légèrement différente de celle du cornish rex.
Afin de fixer ce gène mutant particulier, on fait reproduire Kirlee avec ses filles, en suivant un programme d'élevage similaire à celui du cornish rex. Kirlee, au terme d'une vie très prolifique, meurt en 1970 d'un accident de voiture. Alison Ashford est l'éleveuse fondatrice de cette race, sous l'affixe Annelida.
En 1967, le cornish rex et le devon rex sont reconnus comme deux races différentes par le Governing Council of the Cat Fancy (GCCF). La Fédération internationale féline (FIFé) reconnaît le devon rex en 1968. En Amérique du Nord, le devon rex et le cornish rex partagent le même standard de la Cat Fanciers' Association (CFA) jusqu'en 1979.
Le devon rex est, en 2015, la vingtième race la plus populaire sur les 55 races enregistrées par le LOOF. Aux États-Unis, il représente la douzième race la plus populaire sur 47 races en 2014, et au Royaume-Uni, la quatorzième race sur quarante reconnues par le GCCF en 2014.

## Standards

### Tête

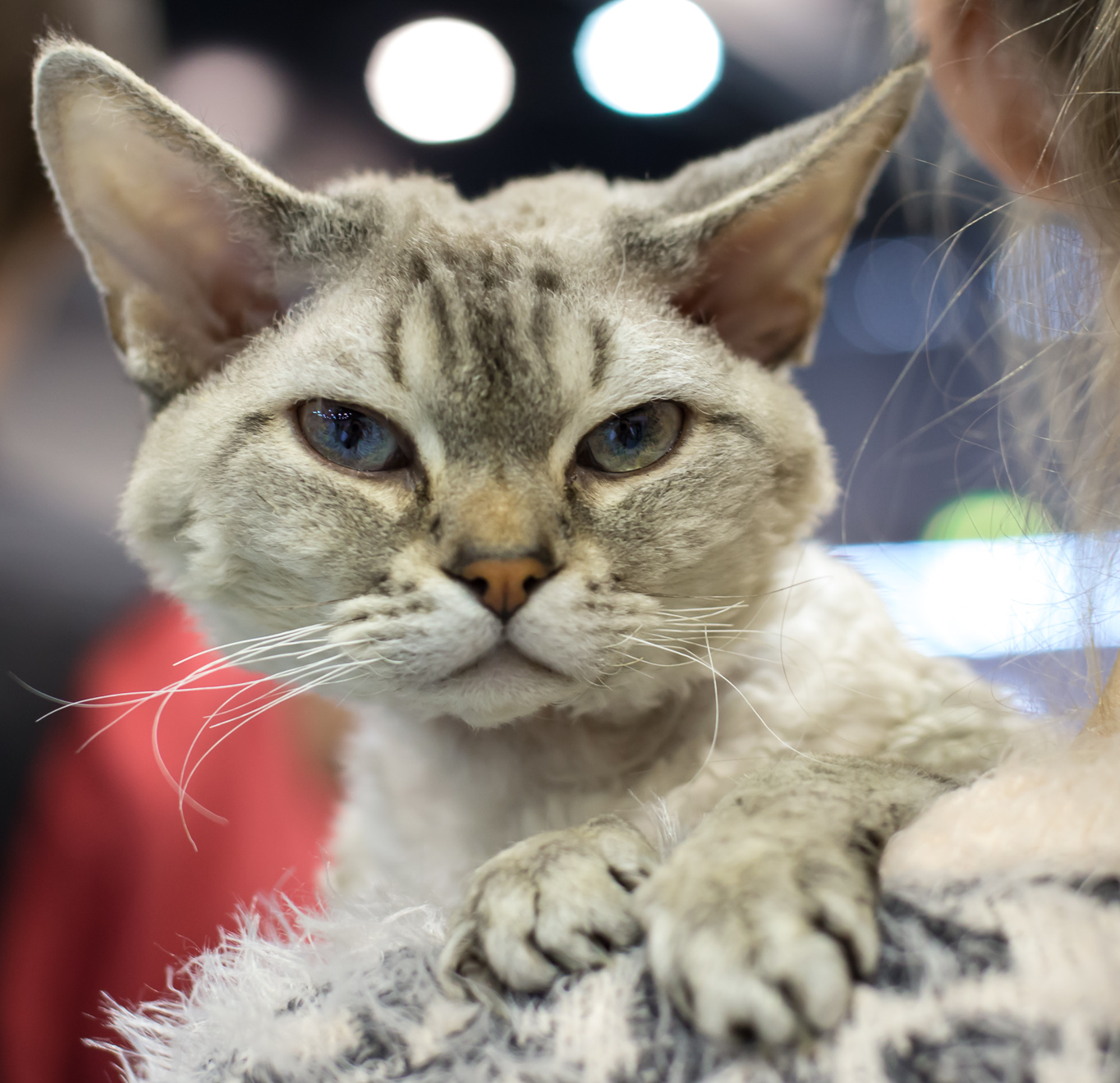
La tête du devon rex est marquée par des pommettes hautes et de grandes oreilles triangulaires.
Mâle présenté en exposition féline à Vantaa en 2010.

La tête, de forme conique, est petite par rapport au corps. De face, le lobe des oreilles, les pommettes et le museau forment des arcs convexes. Les pommettes sont bien marquées et placées haut. De profil, le front est bombé, le stop est bien marqué. Le museau court présente un pinch marqué au niveau du nez. Un museau extrêmement court est pénalisé en exposition. Le menton est fort, l'occlusion des mâchoires est correcte. Les yeux, grands et ovales, sont bien ouverts. Toutes les couleurs sont acceptées, hormis l'ambre,,,,. Pour le LOOF, il est préférable que la couleur des yeux soit en accord avec la robe.
Les oreilles sont très grandes, implantées bas sur le crâne. La base de l'oreille est très large et le lobe forme un décroché avec le crâne. L'extrémité, arrondie, peut présenter des plumets. L'intérieur des oreilles peut être poilu, s'il n'évoque pas les touffes de poils des chats à poil long, selon le GCCF. Une fine fourrure recouvre les oreilles tandis que les tempes peuvent être nues,,,,.

### Corps

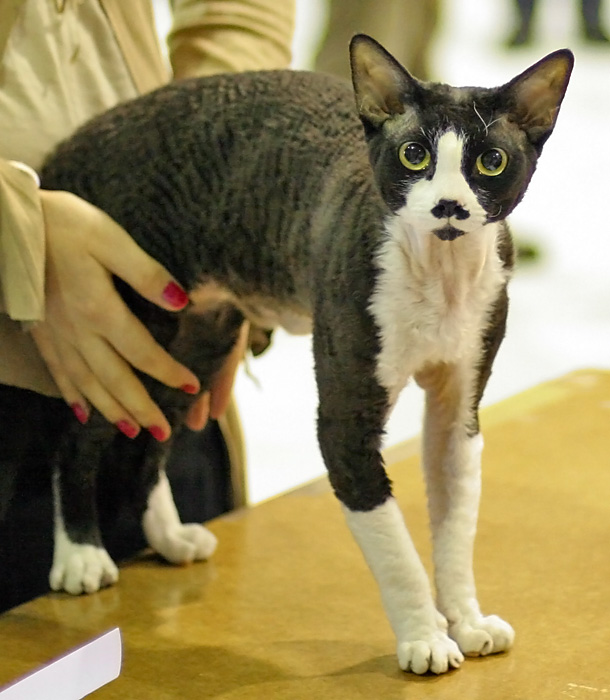
La large poitrine du devon rex donne l'impression que les pattes sont arquées.
Champion d'Europe à l'exposition féline de Jyväskylä en 2007.

Le corps, de type semi-cobby, est ferme et musclé. Il doit donner une impression de grâce. La poitrine est large et ouverte ; l'encolure fine dégage bien la tête des épaules. Les pattes sont assez hautes et fines, bien musclées sur une ossature fine. Les pieds sont petits et de forme ovale. La queue est longue et fine, entièrement recouverte de poils courts et bouclés qui ne doivent pas être broussailleux,,,,.  Le GCCF précise qu'une queue courte est une faute en exposition.

### Robe
La fourrure présente très peu de poils de garde et est essentiellement composée de sous-poil. La frisure est dense et désordonnée. La densité du poil varie : il est plus épais sur les parties supérieures (tête, dos, queue...) tandis que les parties internes du corps, comme le ventre et la poitrine par exemple, sont dotés de poils plus fins. Le GCCF précise que la fourrure doit former des vagues ou des ondulations, notamment sur le dos, les flancs et la queue. Sur la tête et le cou, la fourrure est souvent trop fine pour être ondulée. Les moustaches sont rares, courtes et frisées également. Toutes les couleurs de robe sont admises chez le devon rex, hormis l'ambre. Chez le chaton, si une fourrure courte ressemblant à du duvet est tolérée, des zones nues sont une faute en exposition. Pour l'adulte, cela constitue une pénalité importante, voire un défaut éliminatoire si de grandes zones du corps sont dénudées,,,,.

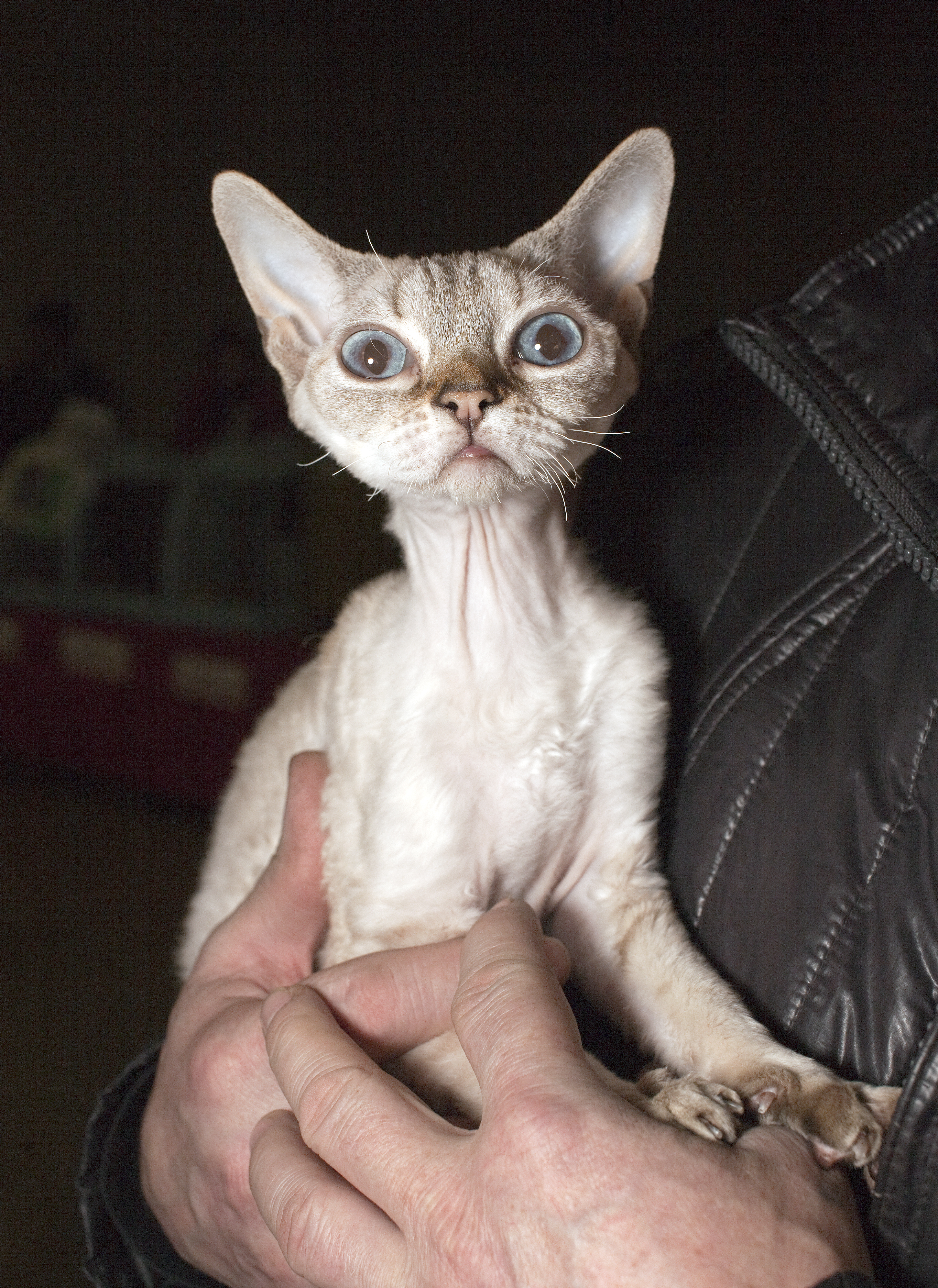
Devon rex blue tabby point.
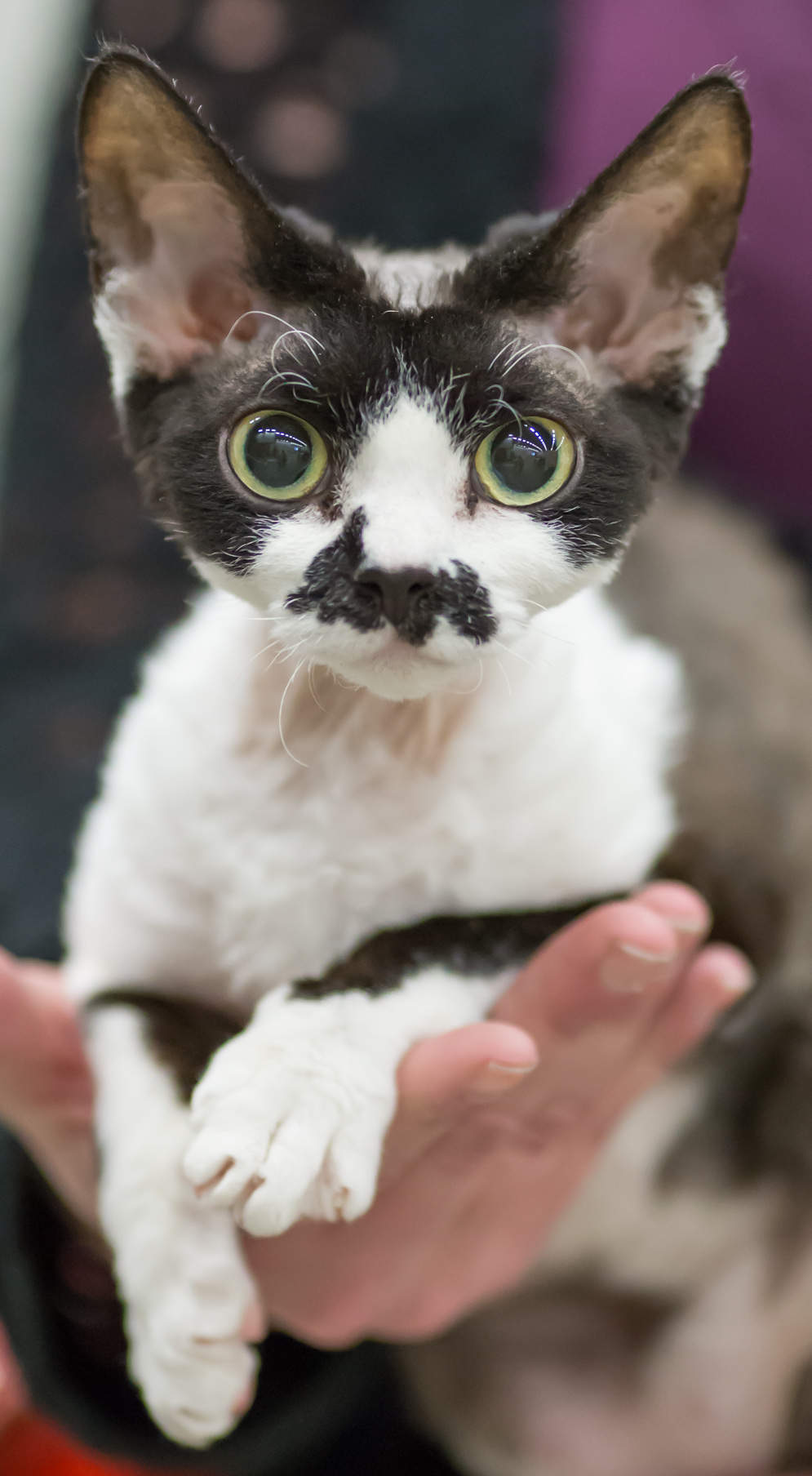
Devon rex noir et blanc.
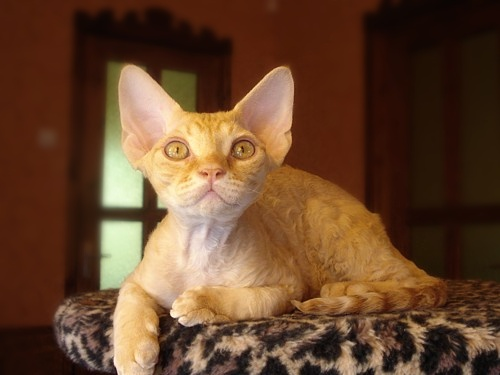
Devon rex roux.
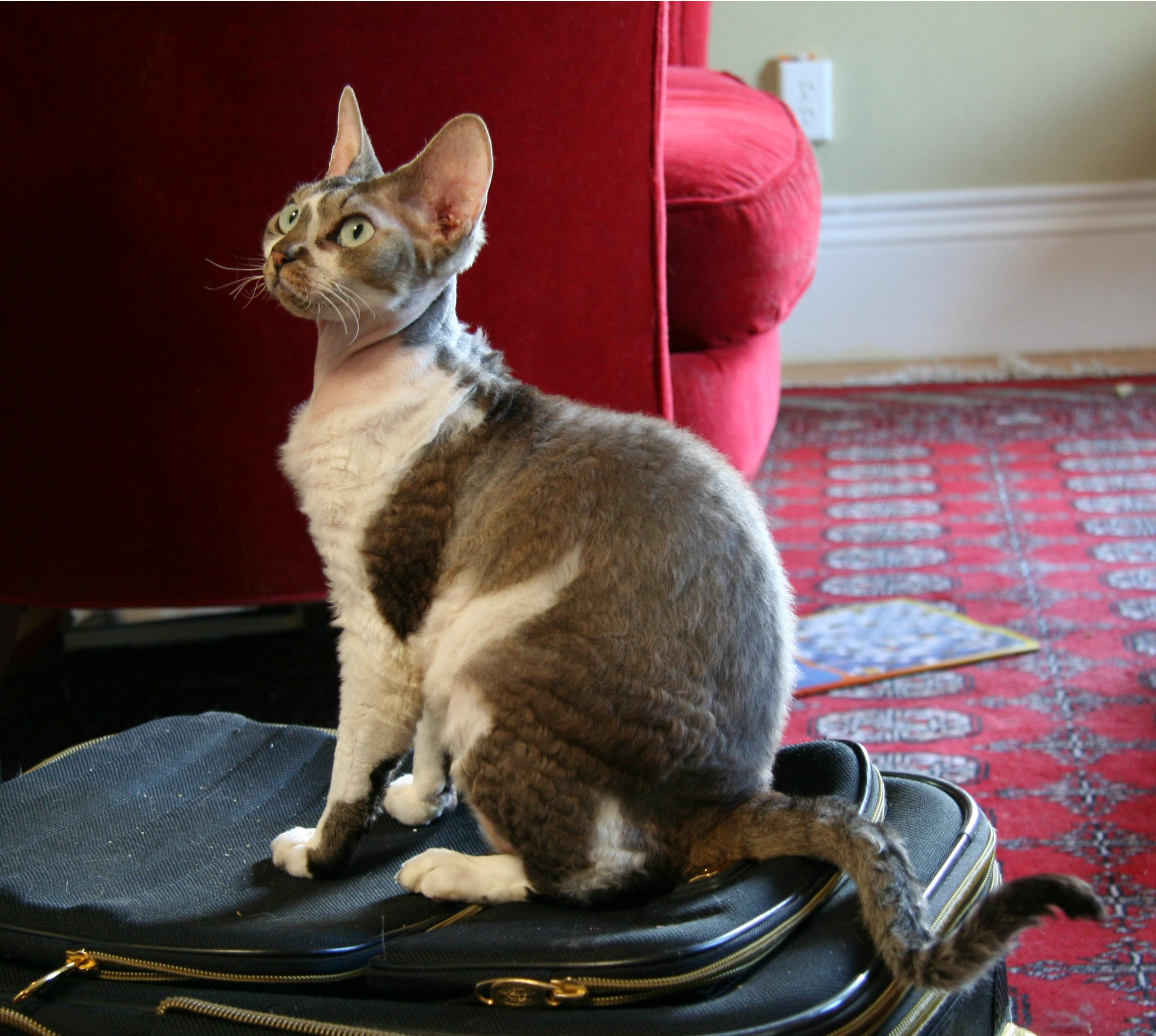
Devon rex brown tabby.
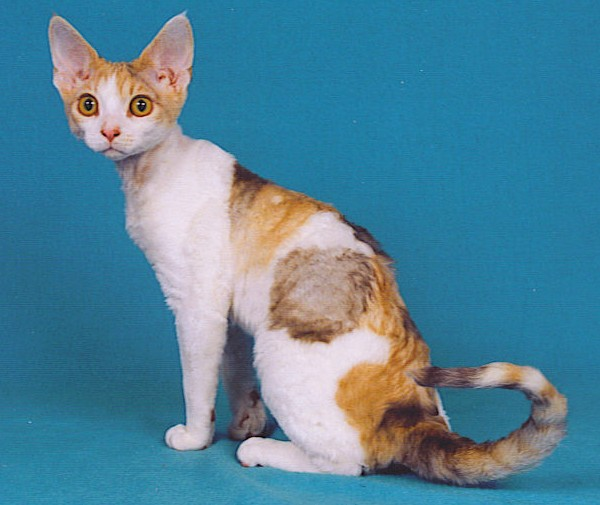
Devon rex écaille-de-tortue et blanc.
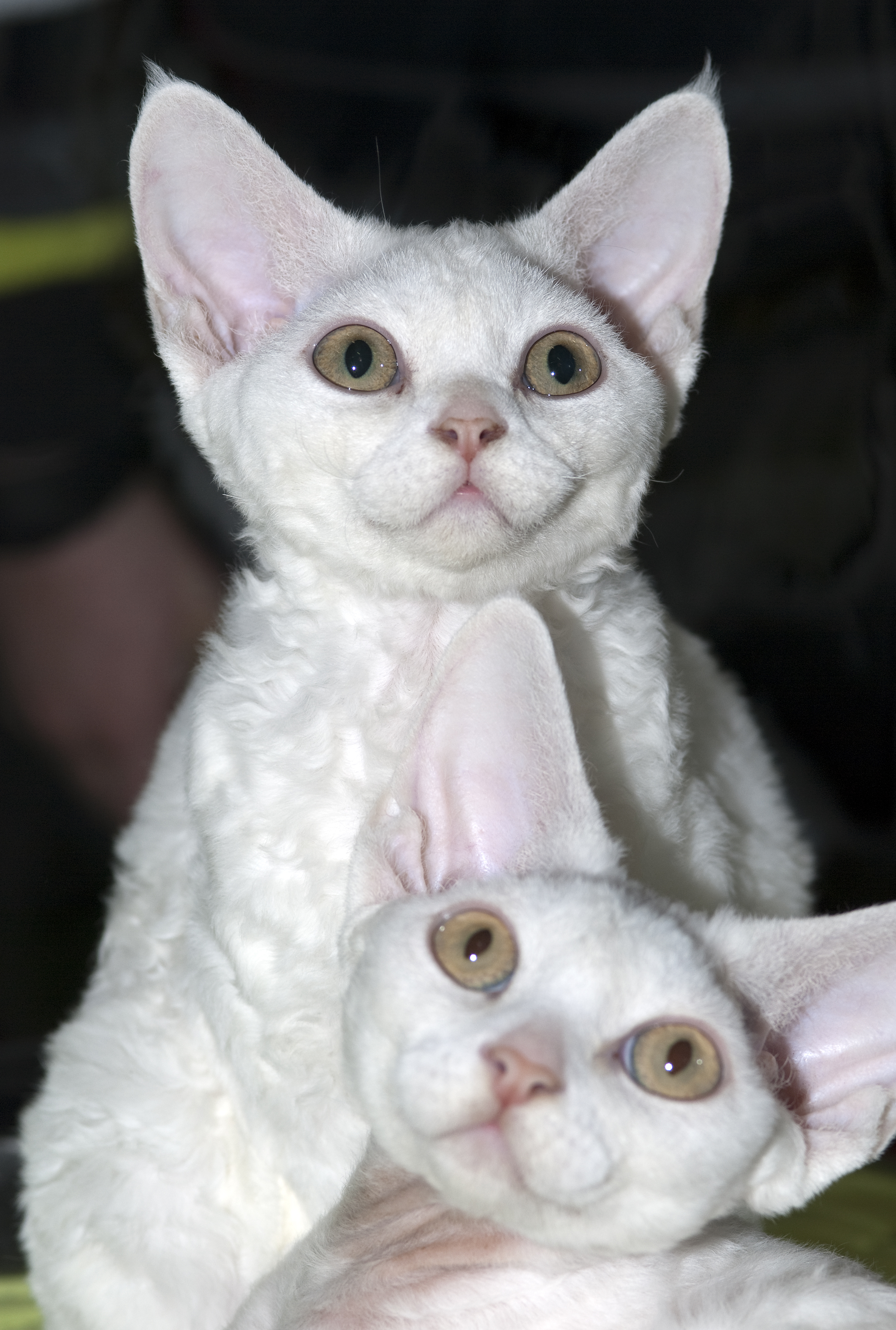
Devon rex blancs.
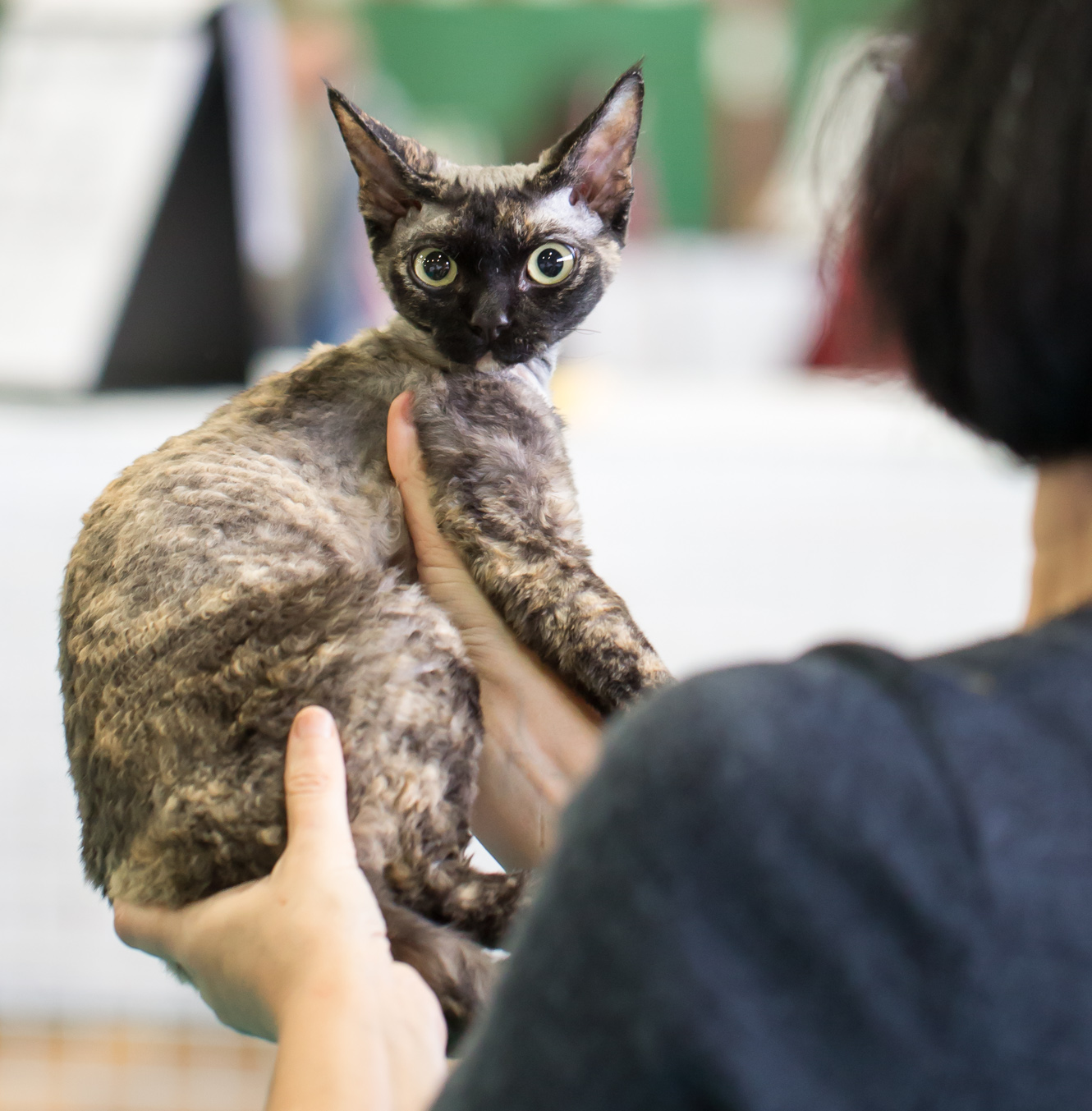
Devon rex écaille-de-tortue.
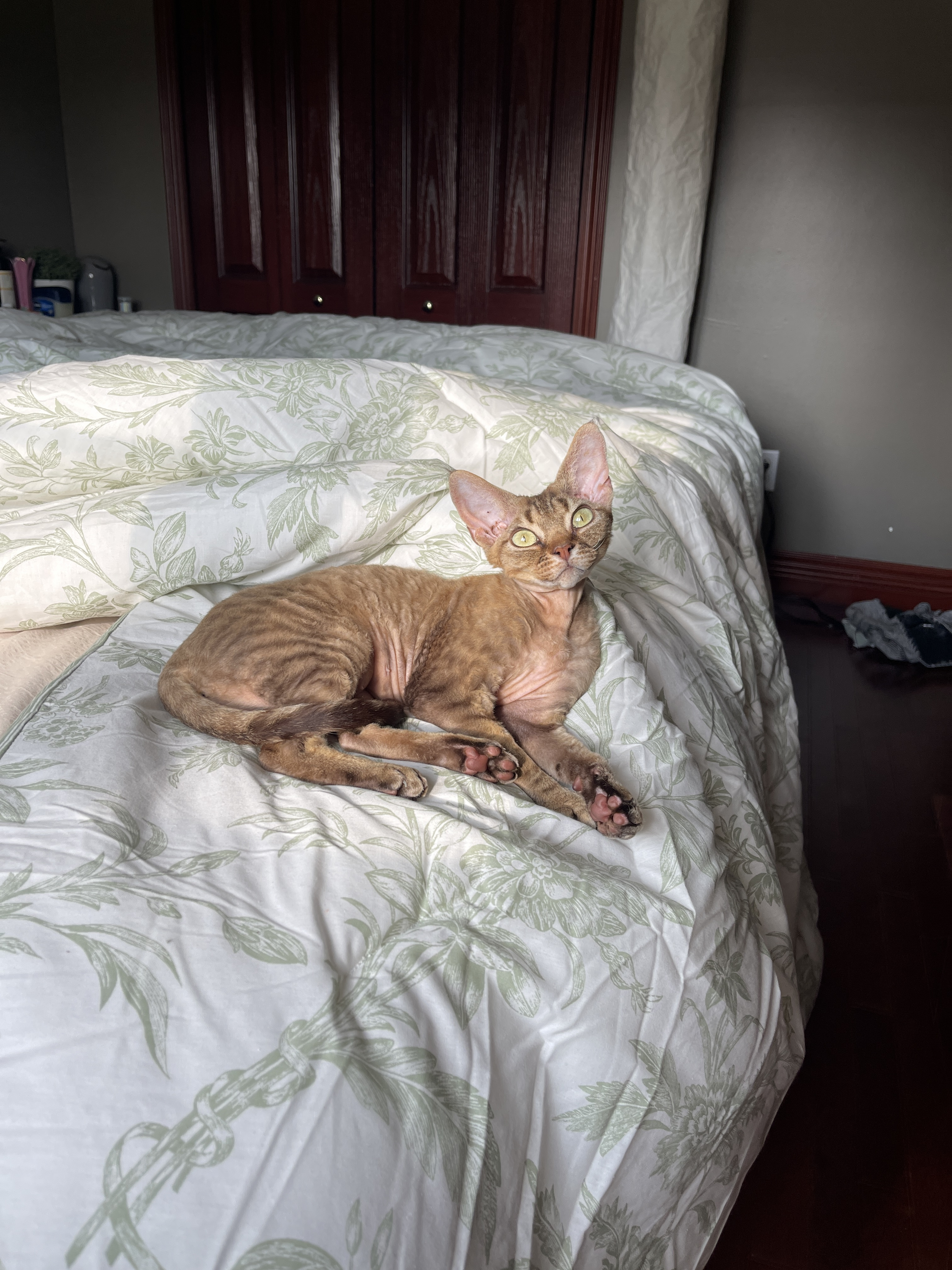
Devon rex brown tabby.

### Mariages autorisés
Aux États-Unis, la CFA accepte les mariages avec les american shorthair et les british shorthair, jusqu'au 1er mai 2028 tandis que la TICA autorise l'american shorthair, le british shorthair, l'european shorthair, le burmese américain, le bombay, le sphynx et le siamois. En Océanie, la CCCA autorise des croisements avec le burmese anglais, le siamois et le chat de gouttière, sous réserve du respect de sa politique d'élevage. La NZCF les permet avec le chat de gouttière, le mandalay, le tonkinois et le burmese anglais. Au Royaume-Uni, le devon rex peut être croisé avec l'abyssin, l'asian, le british shorthair, le burmese anglais et le korat,.

## Caractère

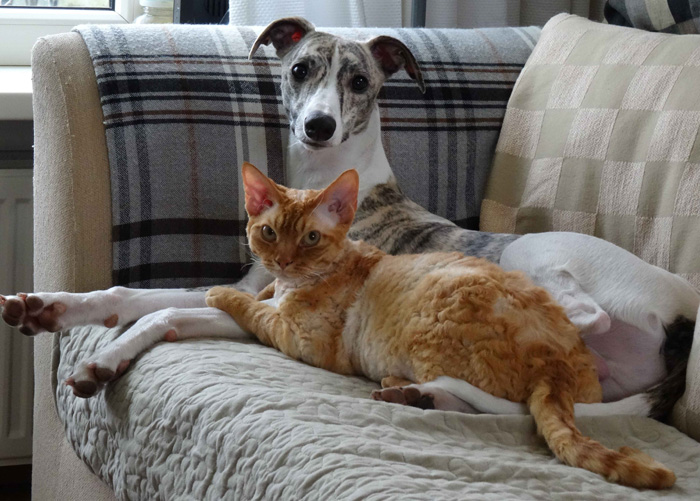
Le devon rex est décrit comme un chat sociable et actif.

Les traits de caractère ne sont pas décrits dans les standards, ils restent parfaitement individuels et sont fonction de l'histoire de chaque chat. Le devon rex est souvent décrit comme joueur, espiègle et coquin. Il serait très proche des humains et réclamerait beaucoup d'attention.
Selon Christiane Sacase, les chats à poils frisés sont très actifs et ont besoin de beaucoup d'espace et de jeux pour se dépenser. Elle les décrit comme confiants, attachés à leur maître et intelligents. Les rex seraient faciles à dresser, supporteraient les voyages calmement et tolèreraient d'être tenus en laisse. Selon Bruce Fogle, le devon rex est sociable, bavard et actif, et il peut être dressé.
Selon Desmond Morris, les qualificatifs les plus utilisés pour désigner le devon rex sont « amical, vivant, affectueux, joueur, intelligent, malicieux, entreprenant, actif, curieux et extraverti ». Plusieurs auteurs ont argué que le devon rex se comporte comme un chien : il rapporte des objets, suit son maître et remue la queue lorsqu'il est content. Toutefois, pour ce dernier argument, les descriptions comportementales conduisent Desmond Morris à penser que le mouvement de la queue s'explique par le simple mouvement de balancier nécessaire au maintien de l'équilibre du chat,.

## Élevage

### Croisements

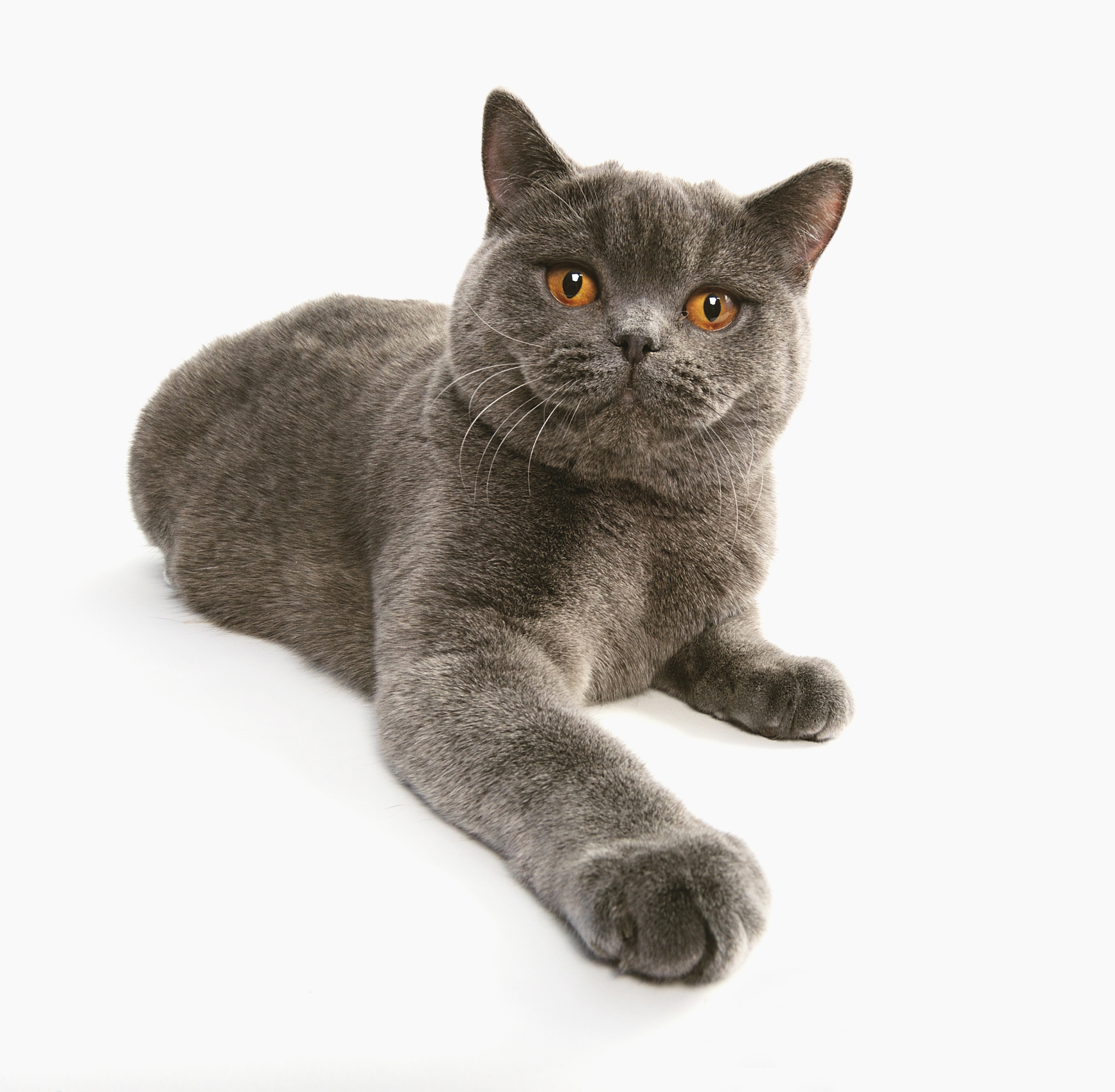
Le british shorthair est utilisé en croisement pour diversifier le patrimoine génétique du devon rex.

Au Royaume-Uni, le GCCF édite une politique d'élevage sur le devon rex. La race ayant souffert de plusieurs maladies génétiques du fait de la consanguinité, les croisements avec d'autres races sont encouragés. Cinq races sont autorisées pour ces croisements : l'abyssin, l'asian, le british shorthair, le burmese anglais et le korat. La présence de l'american shorthair et de l'european shorthair dans les pedigrees de chats importés est également autorisée. L'utilisation de races à poil frisé, de chats à poil long et de sphynx est découragée. Trois registres d'élevage permettent de tracer les différents chats nés de ce programme : le Full Register pour les devon rex dont l'ascendance ne contient que des devon rex sur trois générations, le Supplementary Register pour les devon rex dont les ascendants sur les cinq dernières générations font partie des races autorisées pour le croisement et le Reference Register pour tous les autres chats issus du programme d'élevage.
Concernant les autres fédérations, les mariages autorisés permettent des croisements avec l'american shorthair et le british shorthair pour la CFA ; l'american shorthair, le british shorthair, l'european shorthair, le burmese américain, le bombay, le sphynx et le siamois pour la TICA ; le burmese anglais, le siamois et le chat de gouttière pour la CCCA ; le chat de gouttière, le mandalay, le tonkinois et le burmese anglais pour la NZCF.

### Entretien
La fine fourrure des devon rex les rendant frileux,, il convient de veiller à les garder au chaud. Leur métabolisme serait très demandeur en énergie et ceci aurait pour conséquence un important appétit, selon Desmond Morris. Du fait du faible nombre de poils de garde, la mue est très peu abondante. Les personnes allergiques aux chats tolèreraient plus facilement le devon rex,. Sa fourrure demande peu d'entretien. Le brossage doit être doux, pour ne pas abîmer les boucles de la fourrure.

### Santé
L'espérance de vie est de douze à seize ans. Du fait de la forte consanguinité de la race, basée sur un seul chat fondateur, des maladies héréditaires sont rapidement survenues, notamment la luxation de la rotule, la coagulopathie dépendante de la vitamine K et la myasthénie.

#### Groupe sanguin
Deux groupes sanguins sont présents dans les populations britanniques de devon rex : le type A et le type B. La GCCF recommande aux éleveurs de réaliser des tests pour vérifier le groupe sanguin de leurs chats afin d'éviter l'isoérythrolyse néonatale féline, due à une incompatibilité entre le groupe sanguin de la mère et celui de ses petits, et le choc transfusionnel en cas de transfusion sanguine.

#### Coagulopathie dépendante de la vitamine K1
Dans les années 1980, quelques cas de devon rex atteints de coagulopathie dépendante de la vitamine K ont été signalés. Tous reliés à un même ascendant britannique, cette maladie est éradiquée de la race. Les symptômes de cette maladie génétique sont des saignements, notamment articulaires, des difficultés respiratoires et des boiteries. Les examens sanguins montrent un déficit en facteurs de coagulation. Le traitement se fait par l'administration régulière de vitamine K1 et par transfusion sanguine,.

#### Myasthénie du devon rex et du sphynx
Les premiers signalements de devon rex atteints de myasthénie (Congenital Myasthenic Syndrome, souvent abrégé CMS) sont réalisés en 1974. Les premiers cas sont, à tort, considérés comme une spasticité (contraction anormale des muscles). L'origine génétique de la maladie est rapidement suspectée du fait de sa diffusion constante dans des pays différents (Australie, Nouvelle-Zélande, États-Unis, Grande-Bretagne et Pays-Bas). L'étude des pedigrees oriente vers une transmission autosomique récessive.
La myasthénie, qui conduit inéluctablement à la mort en quelques mois ou années, est visible chez les chatons dès l'âge de quatre à sept semaines, parfois plus tardivement, entre douze et quatorze semaines. Les symptômes sont une fatigue importante, une démarche saccadée et très raide, les pattes antérieures étant projetées très en avant lors de la marche. Les épaules sont portées très haut, la tête est au contraire dirigée vers la poitrine, avec un cou arqué. Les analyses vétérinaires montrent des fibres musculaires hétérogènes, dont l'état s'aggrave avec le temps.
Le travail de sélection des éleveurs a été, dans la mesure du possible, d'écarter les sujets porteurs sains de la reproduction. Un coefficient de risque d'être porteur du gène pouvait par exemple être indiqué sur le pedigree du chat. La fréquence de la maladie a considérablement baissé à partir des années 1980. En 2012 et 2014, une recrudescence de cas a accéléré l'effort de recherche sur cette maladie. Une coopération entre le laboratoire Antagène, l’École nationale vétérinaire d'Alfort et le LOOF a permis en 2015 d'isoler le gène responsable de la maladie et de créer un test génétique permettant de détecter les individus porteurs sains,.

### Génétique

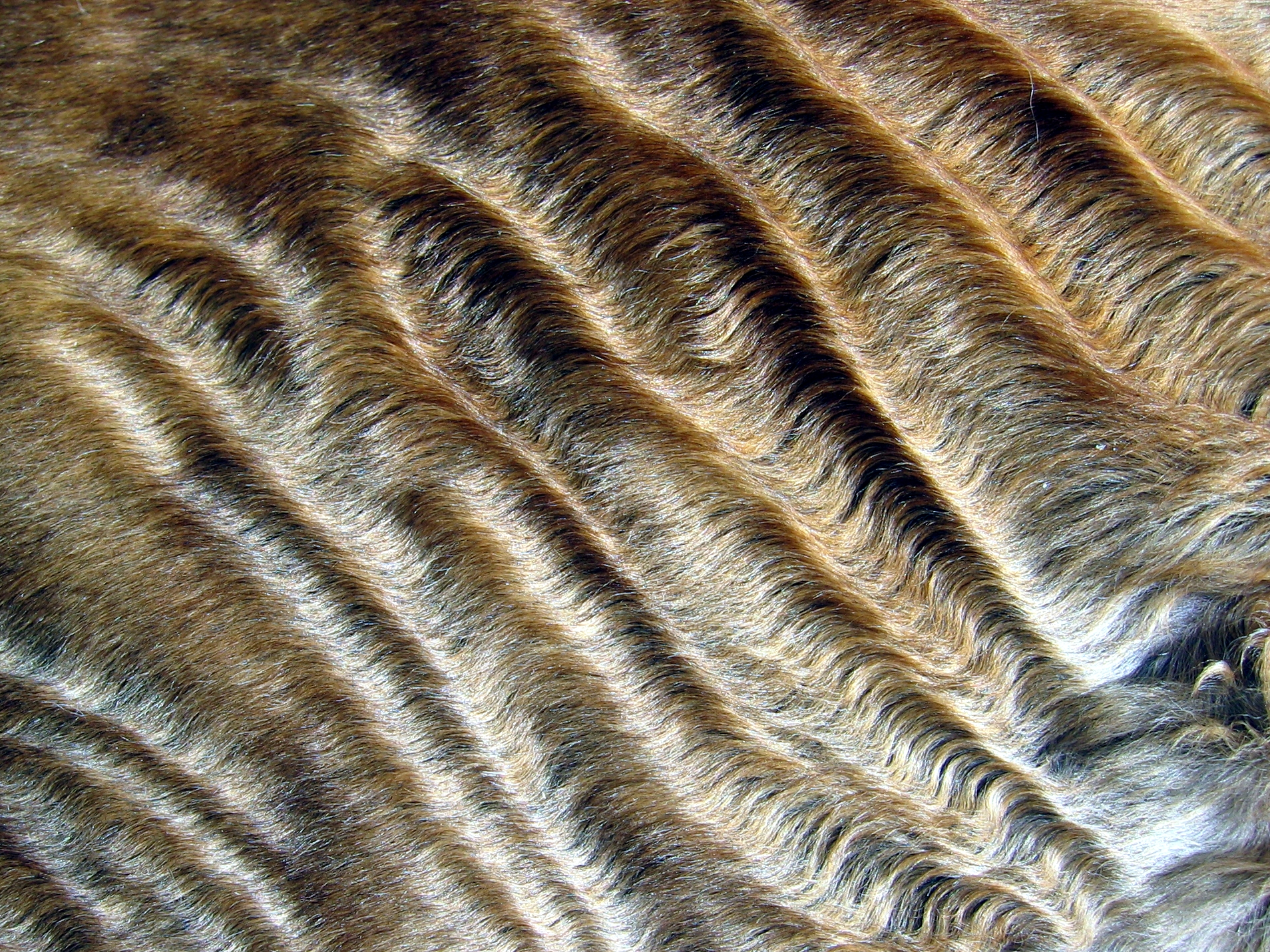
La fourrure bouclée du devon rex est déterminée par un gène autosomique récessif.

Le mode de transmission du poil bouclé du devon rex est autosomique récessif. Cela signifie qu'un devon rex doit être porteur de deux allèles pour présenter un poil bouclé. Les croisements avec des cornish rex ont très rapidement démontré que le gène responsable du poil bouclé du devon rex est différent. À l'origine, la différenciation entre les deux gènes est faite par les codes suivants : Gene 1 (Cornish) Rex et Gene 2 (Devon) Rex. À présent, le gène du cornish rex fait partie de la série R et celui du devon rex de la série Re.

### Statistiques
En France, des statistiques sur le devon rex sont régulièrement publiées par le Livre officiel des origines félines. Entre 2003 et 2015, 1 745 chats ont été enregistrés par 117 éleveurs et, depuis 2009, le LOOF enregistre en moyenne 150 chats par an. En moyenne, les portées ont une taille de 3,03 chatons et un coefficient de consanguinité de 4,68 %. Onze étalons et vingt-quatre femelles contribuent à plus de la moitié des chatons.
Au Canada, le devon rex est la 6e race de chat la plus populaire entre 2016 et 2019, selon l’AFC.